# شهرستان شوانگفنگ
شهرستان شوانگفنگ (به لاتین: Shuangfeng County) یک شهرستان‌های جمهوری خلق چین در چین است که در لوادی واقع شده‌است. شهرستان شوانگفنگ ۱٬۵۹۶ کیلومتر مربع مساحت و ۸۹۴٬۰۰۰ نفر جمعیت دارد.